# Frettenheim
Frettenheim település Németországban, Rajna-vidék-Pfalz tartományban. Lakosainak száma 320 fő (2023. december 31.).

## Népesség
A település népességének változása:
| Lakosok száma | 144  | 334  | 315  | 321  | 319  | 311  | 320  |
|               | 1975 | 2010 | 2017 | 2019 | 2021 | 2022 | 2023 |